# Танагра-медоїд
Танагра-медоїд (Cyanerpes) — рід горобцеподібних птахів родини саякових (Thraupidae). Представники цього роду мешкають в Мексиці, Центральній і Південній Америці.

## Опис
Танагри-медоїди — дрібні птахи з короткими хвостами, середня довжина яких становить 9-13 см, а вага — 7,8–18,3 г. Їм притаманний статевий диморфізм. Самці мають переважно синє забарвлення, крила і хвости у них чорні, на обличчі чорна "маска", лапи яскраві, червоні або жовті. У самиць на нижній частині тіла є зелені смужки.
Танагри-медоїди живуть в кронах вологих тропічних лісів. Вони живляться переважно нектаром, який добувають за допомогою довгого, вигнутого дзьоба, а також солодкими плодами, комахами та іншими безхребетними. Зустрічаються поодинці, парами або невеликими зграйками, іноді приєднуються до змішаних зграй птахів. Гніздяться восени і влітку, в кладці 2 яйця. Існує міф, що танагри-медоїди відкладають яйця чорного кольору, однак насправді жоден з птахів цього роду не відкладає таких яєць.

## Види
Виділяють чотири види:
- Танагра-медоїд пурпурова (Cyanerpes caeruleus)
- Танагра-медоїд бірюзова (Cyanerpes cyaneus)
- Танагра-медоїд короткодзьоба (Cyanerpes nitidus)
- Танагра-медоїд лазурова (Cyanerpes lucidus)

## Етимологія
Наукова назва роду Cyanerpes походить від сполучення слів дав.-гр. κυανος — синій і ἑρπης — повзаючий.